# Clapmarius
Clapmarius is een geslacht van wantsen uit de familie van de Miridae (Blindwantsen). Het geslacht werd voor het eerst wetenschappelijk beschreven door William Lucas Distant in 1904.

## Soorten
Het genus bevat de volgende soorten:

- Clapmarius kalabakan Schuh, 1984
- Clapmarius kualalumpur Schuh, 1984
- Clapmarius thailandana Schuh, 1984
- Clapmarius turgidus Distant, 1904